# Zhao Fei
Zhao Fei (chinesisch 赵非, Pinyin Zhào Fēi; * Mai 1961 in Xi’an, Shaanxi) ist ein chinesischer Kameramann.

## Leben
Zhao Fei ist der Sohn eines Architekten und wuchs während der Kulturrevolution auf. Ab 1978 studierte er Kamerawesen an der Pekinger Filmakademie und schloss 1982 ab. Er zählt gemeinsam mit Filmemachern wie Chen Kaige, Zhang Yimou und Tian Zhuangzhuang zur Fünften Generation des chinesischen Films. Ab Mitte der 1980er Jahre arbeitete er erstmals als hauptverantwortlicher Kameramann für Langspielfilme. International wurde er vor allen Dingen durch seine Zusammenarbeit mit dem US-amerikanischen Autorenfilmer Woody Allen bekannt, für den er Sweet and Lowdown, Schmalspurganoven und Im Bann des Jade Skorpions abdrehte. Für seine Arbeit an Rote Laterne wurde Zhao 1993 als Bester Kameramann mit einem National Society of Film Critics Award ausgezeichnet.

## Filmografie (Auswahl)
- 1988: Ein Toter besucht die Lebenden (一个死者对生者的访问)
- 1991: Rote Laterne (大紅燈籠高高掛)
- 1998: Der Kaiser und sein Attentäter (荊柯刺秦王)
- 1999: Sweet and Lowdown
- 2000: Schmalspurganoven (Small Time Crooks)
- 2001: Im Bann des Jade Skorpions (The Curse of the Jade Scorpion)
- 2003: Wächter über Himmel und Erde (天地英雄)
- 2010: Let the Bullets Fly – Tödliche Kugeln (让子弹飞)